# Nasusina mendicata
Nasusina mendicata är en fjärilsart som beskrevs av Barnes och Mcdunnough 1918. Nasusina mendicata ingår i släktet Nasusina och familjen mätare. Inga underarter finns listade i Catalogue of Life.